# Eddie Clamp
Pour les articles homonymes, voir Clamp (homonymie).
Eddie Clamp, né le 14 septembre 1934 à Coalville (Angleterre), mort le 10 novembre 1995 à Wolverhampton (Angleterre), était un footballeur anglais, qui évoluait au poste de milieu droit à Wolverhampton Wanderers et en équipe d'Angleterre.
Clamp n'a marqué aucun but lors de ses quatre sélections avec l'équipe d'Angleterre en 1958.

## Carrière
- 1953-1961 : Wolverhampton Wanderers
- 1961-1962 : Arsenal
- 1962-1964 : Stoke City
- 1964-1965 : Peterborough United
- 1965-1967 : Worcester City

## Palmarès

### En équipe nationale
- 4 sélections et 0 but avec l'équipe d'Angleterre en 1958.

### Avec Wolverhampton Wanderers
- Vainqueur du Championnat d'Angleterre de football en 1954, 1958 et 1959.
- Vainqueur de la Coupe d'Angleterre de football en 1960.

### Avec Stoke City
- Vainqueur du Championnat d'Angleterre de football D2 en 1963.
- Finaliste de la Coupe de la ligue anglaise de football en 1964.